# Генинг, Владимир Фёдорович
Владими́р Фёдорович Ге́нинг (10 мая 1924, Подсосново — 30 октября 1993, Киев) — советский и украинский учёный-археолог, основатель свердловской школы археологов.

## Биография
Родился в Алтайском крае. В годы Великой Отечественной войны как этнический немец находился в трудармии.
После войны поступил и окончил историко-филологический факультет Пермского университета. Методику и технику археологических раскопок он изучал под руководством известного археолога О. Н. Бадера. По окончании вуза работал в школе, а затем — в Удмуртском республиканском музее.
В 1960—1974 годах преподавал на историческом факультете Уральского государственного университета в Свердловске. Здесь в 1961 году по инициативе В. Ф. Генинга была создана Уральская археологическая экспедиция (УАЭ), которой был накоплен, систематизирован и частично введён в оборот громадный материал, характеризующий хозяйственную деятельность, быт, культуру коренного населения края в эпоху бронзы и железа.
Под руководством В. Ф. Генинга с 1961 года на историческом факультете УрГУ стала осуществляться специализация по археологии, а в 1968 году была открыта хоздоговорная научно-исследовательская археологическая лаборатория.
В. Ф. Генинг организовал выпуск серии «Вопросы археологии Урала» (Свердловск / Екатеринбург, Ижевск, Сургут: 1961-).
Особенностью научного творчества основателя свердловской школы археологов было то, что исследователь не ограничивался описанием археологических находок, а стремился использовать их как источник для воссоздания характера общественных отношений в глубокой древности. Он проявлял особый интерес к вопросам методологии и теории, полагая, что без этого археологическая наука не может быть достаточно эффективной.
Позже переехал в Киев, где работал в Институте археологии АН УССР. В 1974 году защитил докторскую диссертацию «Этническая история Южного Прикамья в I тысячелетии н. э.».

## Основные работы
Автор более 200 научных публикаций, в том числе 15 монографий.
- Азелинская культура III—V вв. // Вопросы археологии Урала. 1963. Вып.5;
- Этнический процесс в первобытности. Свердловск, 1970;
- Программа статистической обработки керамики из археологических раскопок // Советская археология. 1973. № 1;
- Проблема соотношения археологической культуры и этноса // Вопросы этнографии Удмуртии. Ижевск, 1976;
- Очерки по истории советской археологии. Киев, 1982;
- Объект и предмет науки в археологии. Киев, 1983;
- Этническая история Западного Приуралья на рубеже нашей эры (Пьяноборская эпоха III в. до н. э. — II в. н. э.). М., 1988;
- Структура археологического познания (проблемы социально-исторических исследований). Киев, 1989;
- Древняя керамика. Киев, 1992;
- Синташта: Археологические памятники арийских племён Урало-Казахстанских степей. Ч.1. Челябинск, 1992 (в соавт. с Г. Б. Здановичем и В. В. Генингом).